# 朱耀华 (国民革命军)
朱耀华（1888年或1891年—1951年 ），字强生，男，湖南长沙人，国民革命军高级将领。

## 生平
朱早年经姑父张辉瓒引薦，考入保定军官学校，為第三期步兵科，毕业后在湘军中任职，历任至团长，驻防湘潭。1923年，朱率部参加护法战争，一举攻克长沙，后长沙被北洋政府重兵夺回，朱遂随同谭延闿撤回广东，加入国民革命军。1925年8月，谭部湘军改编为国民革命军第二军，朱被任命为第六师副师长，1926年参加国民革命军北伐。1927年5月，轉任新組建之國民革命軍第23師師長。
宁汉合流后，第二軍被撤編，第23師也被改編為國民革命軍第18師第54旅，朱耀華仍續任該旅旅長，旅下屬107、108團與補充第1團、第2團。1930年，18師参加第一次江西剿共戰爭。12月30日，第18師師部與52、53旅在龙冈战役中被中国工农红军全歼，师长张辉瓒被俘后遭中國共產黨處決，僅有54旅因奉命留守东固而得以保全。該役戰後，国民政府下令以第五十四旅为基础重建18師，朱升任师长，原先兩個團復編為2個旅（52、54旅）。1935年4月19日，被授予中将军衔。
1937年抗日战争爆发，9月13日，18师與其被划入第九集团军战斗序列参与淞沪会战，前往上海龙华至北新泾一线负责守卫。10月初，又被调往大场。10月25日，日军突破18师防线，朱于10月28日欲举枪自戕，被警卫纵身一扑，将瞄准心脏的手枪枪口推向了右胸，朱经抢救未死。18師師長後由羅廣文接任。傷癒後朱耀華曾出任第七战区军法执行监等职，抗战结束后退役，于1951年在镇压反革命运动中被枪决。

## 评价
淞沪会战中，郭沫若曾在当年的报纸上撰文说：“中国军人若都像朱耀华一样，中国不会沦亡……”。